# Aritimi
Dans la mythologie étrusque, Aritimi, Artames ou Artumes est la déesse de la chasse, des animaux, des assemblées humaines et de la virginité, semblable à Artémis chez les Grecs et Diane chez les Romains.

## Étymologie
Son nom est d'origine grecque. La forme Artumes vient du dialecte dorien, tandis que la forme Aritimi vient de l'ionien

## Famille
Aritimi est la fille de Letun et la sœur jumelle d'Apulu, dieu de la lumière et de la médecine. Fufluns est son demi-frère.

## Description
Aritimi est la déesse de la chasse, des animaux, des assemblées humaines et de la virginité.
La déesse était également considérée comme la fondatrice de la ville étrusque Aritie, aujourd'hui la ville italienne d'Arezzo.